# Sogakope
Sogakope è la capitale del distretto di South Tongu, un distretto della Regione del Volta del Ghana.

## Geografia
Sogakope si trova a latitudine 5.999 e longitudine 0.594. L'autostrada internazionale dal Togo attraversa il Ghana alla Costa d'Avorio passa attraverso Sogakope. Molto importante su questo percorso è il ponte del Volta inferiore sull'omonimo fiume.